# Christopher Cross

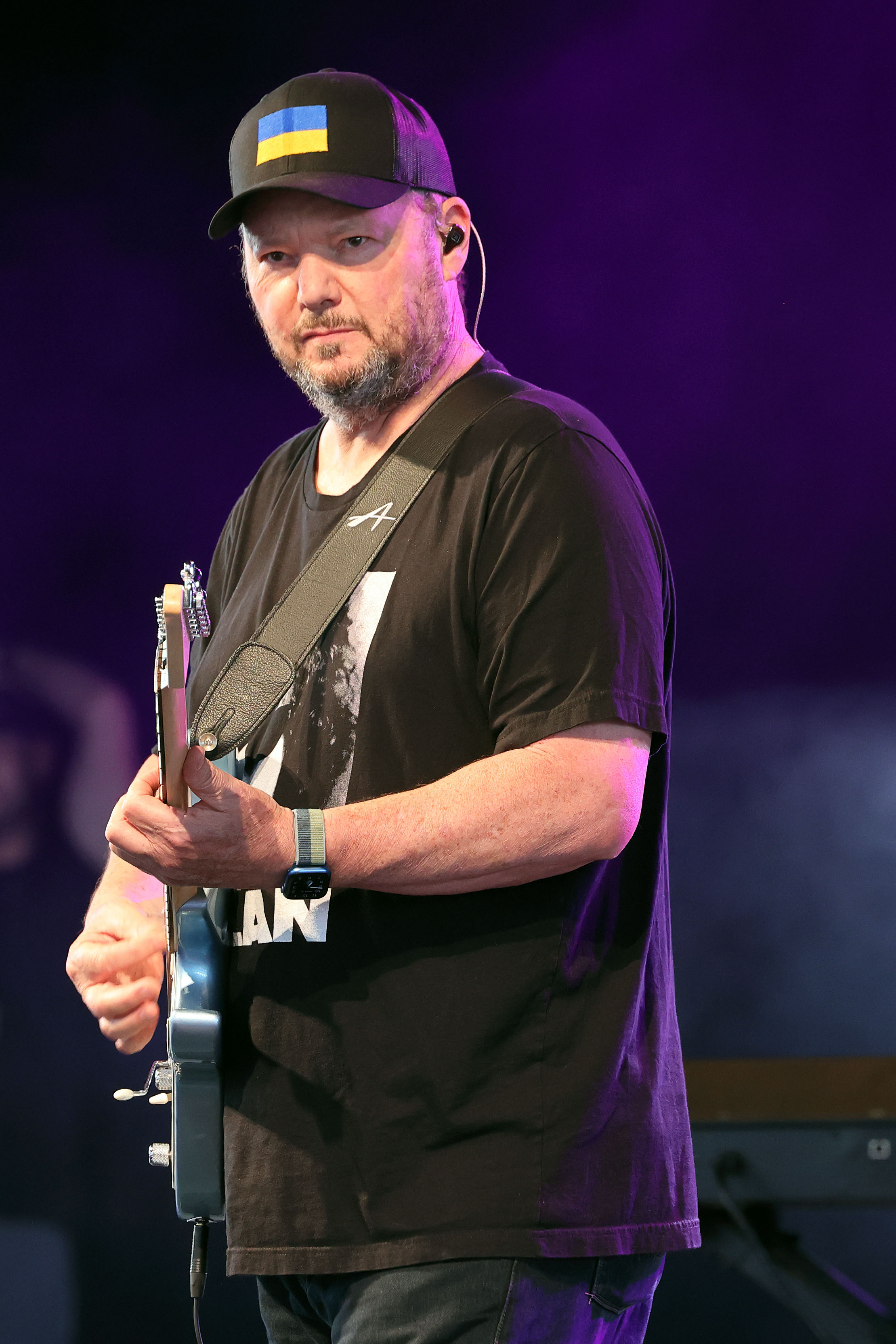
Christopher Cross (2022)

Christopher Cross (* 3. Mai 1951 als Christopher Charles Geppert in San Antonio, Texas) ist ein US-amerikanischer Sänger und Songschreiber, der fünf Grammys und einen Oscar gewann. Seine größten Erfolge feierte er in den frühen 1980er-Jahren mit Liedern wie Sailing, Ride Like the Wind und Arthur’s Theme.

## Leben
Der Vater war Kinderarzt und beim US-Militär angestellt. Er war alkoholkrank. Die Mutter des Musikers stammte ursprünglich aus Koblenz. Seine Karriere begann bei der Hard-Rock-Cover-Band Flash in Austin, bevor er 1978 einen Plattenvertrag als Solomusiker durchsetzte. Schon mit seiner ersten Single Ride Like the Wind gelang ihm im Frühjahr 1980 der Durchbruch. Cross, der alle seine Lieder selbst schreibt, erreichte auf Anhieb Platz 2 der US-Charts. Auch international machte er damit auf sich aufmerksam. Mit seiner zweiten Single konnte er den Erfolg noch übertreffen und Sailing (nicht zu verwechseln mit dem gleichnamigen Rod-Stewart-Hit) verbrachte eine Woche auf Platz 1 der US-Charts.
Dementsprechend war Cross mit seinem balladesken Soft-Rock ein heißer Kandidat bei den Grammy Awards 1981 und als erster Künstler überhaupt gewann er dort die Grammys für den besten neuen Künstler, den Song des Jahres und die Aufnahme des Jahres (jeweils für Sailing) und das Album des Jahres (sein nach ihm selbst benanntes Debütalbum) und somit in allen vier Hauptkategorien, den sogenannten Big Four Awards. Dieses Kunststück gelang erst im Jahr 2020 mit Billie Eilish einer weiteren Person. In der Nebenkategorie Best Arrangement gewann Cross noch einen fünften Grammy.
Einen weiteren großen Erfolg verzeichnete Cross noch im selben Jahr mit der Titelmelodie zu der Filmkomödie Arthur – Kein Kind von Traurigkeit mit Dudley Moore in der Hauptrolle. Sein Arthur’s Theme (Best That You Can Do), das er zusammen mit Burt Bacharach, Carole Bayer Sager und Peter Allen geschrieben hatte, wurde sein zweiter Nummer-eins-Hit und verkaufte sich in den USA über eine Million Mal. Auch in vielen anderen Ländern erreichte er damit die Top 10. Darüber hinaus bekam das Lied 1982 den Oscar für den besten Filmsong.
Obwohl sein zweites Album, Another Page, das Anfang 1983 herauskam, wieder erfolgreich war, konnte er mit seinen Singles nur bedingt an die ersten Superhits anknüpfen. All Right erreichte noch Platz 12 der Charts. Und mit Think of Laura erreichte er Anfang 1984 noch einmal die Top 10, auch weil es mehrmals in der populären US-Fernsehserie General Hospital eingesetzt wurde. Als ein Grund für seinen schnell nachlassenden kommerziellen Erfolg wurde eine erdrückende Erwartungshaltung nach seinem rekordbrechenden Debütalbum vermutet, aber auch, dass der Musikstil von Cross auf Jugendliche, deren Geschmack vermehrt durch den Musik-Fernsehsender MTV geprägt wurde, zunehmend aus der Zeit gefallen wirkte.
Nachdem sein drittes Album Every Turn of the World (1985) kommerziell enttäuscht hatte und sein viertes Album gar nicht mehr in die Charts gekommen war, musste er sich eine neue Plattenfirma suchen. Trotzdem tauchte er auch weiterhin auf dem asiatischen Musikmarkt, aber auch in Deutschland in den Hitparaden auf. Das 2008 veröffentlichte Album The Café Carlyle Sessions enthält altbekannte Songs, aber in einem neuen, akustisch verfeinerten Gewand. Auch ohne Charts-Erfolge tourt der Musiker bis in die Gegenwart, legt neue Alben vor und betätigt sich gelegentlich als Musikproduzent.
Cross hat aus seiner 1988 geschlossenen und 2007 geschiedenen Ehe mit Janet Bunch zwei erwachsene Kinder, eine Tochter und einen Sohn. 2020 erkrankte Cross schwer an COVID-19 und war zeitweise durch die Folgen der Krankheit gelähmt, worüber er in einem Interview im Oktober 2020 Auskunft gab.
2021/2022 holte er dann die anlässlich seines 40-jährigen Bühnenjubiläums eigentlich ab April 2020 geplante Konzerttour nach.

## Diskografie

### Studioalben
| Jahr | Titel                            | Höchstplatzierung, Gesamtwochen, AuszeichnungChartplatzierungen (Jahr, Titel, Platzierungen, Wochen, Auszeichnungen, Anmerkungen) | Höchstplatzierung, Gesamtwochen, AuszeichnungChartplatzierungen (Jahr, Titel, Platzierungen, Wochen, Auszeichnungen, Anmerkungen) | Höchstplatzierung, Gesamtwochen, AuszeichnungChartplatzierungen (Jahr, Titel, Platzierungen, Wochen, Auszeichnungen, Anmerkungen) | Höchstplatzierung, Gesamtwochen, AuszeichnungChartplatzierungen (Jahr, Titel, Platzierungen, Wochen, Auszeichnungen, Anmerkungen) | Höchstplatzierung, Gesamtwochen, AuszeichnungChartplatzierungen (Jahr, Titel, Platzierungen, Wochen, Auszeichnungen, Anmerkungen) | Anmerkungen                             |
| Jahr | Titel                            | DE | AT | CH | UK | US | Anmerkungen                             |
| ---- | -------------------------------- | --- | --- | --- | --- | --- | --------------------------------------- |
| 1979 | Christopher Cross                | DE— GoldDE | — | — | UK14 Platin · (75 Wo.)UK | US6 ×5Fünffachplatin · (116 Wo.)US                                                                                                | Erstveröffentlichung: 20. Dezember 1979 |
| 1983 | Another Page                     | DE2 Gold · (23 Wo.)DE | AT18 (2 Wo.)AT | — | UK4 Gold · (16 Wo.)UK | US11 Gold · (31 Wo.)US | Erstveröffentlichung: 31. Januar 1983   |
| 1985 | Every Turn of the World          | DE44 (5 Wo.)DE | — | — | — | US127 (6 Wo.)US | Erstveröffentlichung: 12. November 1985 |
| 1988 | Back of My Mind                  | DE45 (5 Wo.)DE | — | — | — | — | Erstveröffentlichung: September 1988    |
| 1991 | Ride Like The Wind – The Best of | DE58 (8 Wo.)DE | — | — | — | — | Erstveröffentlichung: 21. Oktober 1991  |
| 2011 | Doctor Faith                     | DE48 (2 Wo.)DE | — | — | — | — | Erstveröffentlichung: 29. April 2011    |

grau schraffiert: keine Chartdaten aus diesem Jahr verfügbar
Weitere Alben
- 1992: Rendezvous
- 1994: Window
- 1998: Walking in Avalon
- 1999: Greatest Hits Live
- 2000: Red Room
- 2001: Definitive
- 2002: The Very Best of
- 2007: A Christopher Cross Christmas
- 2008: The Café Carlyle Sessions
- 2010: Christmas Time Is Here
- 2011: Cross Words: The Best of
- 2013: A Night in Paris (Live-Album)
- 2014: Secret Ladder
- 2017: Take Me As I Am

### Singles
| Jahr | Titel Album                                                                       | Höchstplatzierung, Gesamtwochen, AuszeichnungChartplatzierungen (Jahr, Titel, Album, Platzierungen, Wochen, Auszeichnungen, Anmerkungen) | Höchstplatzierung, Gesamtwochen, AuszeichnungChartplatzierungen (Jahr, Titel, Album, Platzierungen, Wochen, Auszeichnungen, Anmerkungen) | Höchstplatzierung, Gesamtwochen, AuszeichnungChartplatzierungen (Jahr, Titel, Album, Platzierungen, Wochen, Auszeichnungen, Anmerkungen) | Höchstplatzierung, Gesamtwochen, AuszeichnungChartplatzierungen (Jahr, Titel, Album, Platzierungen, Wochen, Auszeichnungen, Anmerkungen) | Höchstplatzierung, Gesamtwochen, AuszeichnungChartplatzierungen (Jahr, Titel, Album, Platzierungen, Wochen, Auszeichnungen, Anmerkungen) | Anmerkungen                              |
| Jahr | Titel Album                                                                       | DE | AT | CH | UK | US | Anmerkungen                              |
| ---- | --------------------------------------------------------------------------------- | --- | --- | --- | --- | --- | ---------------------------------------- |
| 1980 | Ride Like the Wind Christopher Cross                                              | — | — | — | UK69 Silber · (1 Wo.)UK | US2 (21 Wo.)US | Erstveröffentlichung: 15. Februar 1980   |
| 1980 | Sailing Christopher Cross                                                         | — | — | — | UK48 Silber · (6 Wo.)UK | US1 (21 Wo.)US | Erstveröffentlichung: Mai 1980           |
| 1980 | Never Be the Same Christopher Cross                                               | — | — | — | — | US15 (19 Wo.)US | Erstveröffentlichung: 27. September 1980 |
| 1981 | Say You’ll Be Mine Christopher Cross                                              | — | — | — | — | US20 (14 Wo.)US | Erstveröffentlichung: 14. März 1981      |
| 1981 | Arthur’s Theme (Best That You Can Do) Arthur – Kein Kind von Traurigkeit (O.S.T.) | — | — | CH6 (6 Wo.)CH | UK7 (15 Wo.)UK | US1 Gold · (24 Wo.)US | Erstveröffentlichung: August 1981        |
| 1983 | All Right Another Page                                                            | DE23 (13 Wo.)DE | — | CH5 (7 Wo.)CH | UK51 (5 Wo.)UK | US12 (16 Wo.)US | Erstveröffentlichung: 21. Januar 1983    |
| 1983 | No Time for Talk Another Page                                                     | — | — | — | — | US33 (10 Wo.)US | Erstveröffentlichung: April 1983         |
| 1983 | Think of Laura Another Page                                                       | — | — | — | — | US9 (17 Wo.)US | Erstveröffentlichung: November 1983      |
| 1984 | A Chance for Heaven The Official Music of the XXIIIrd Olympiad 1984               | — | — | — | — | US76 (5 Wo.)US | Erstveröffentlichung: 17. Juni 1984      |
| 1985 | Charm the Snake Every Turn of the World                                           | — | — | — | — | US68 (5 Wo.)US | Erstveröffentlichung: Oktober 1985       |
| 1992 | In the Blink of an Eye Rendezvous                                                 | DE51 (15 Wo.)DE | — | — | — | — | Erstveröffentlichung: August 1992        |
| 1995 | Been There, Done That Window                                                      | DE55 (9 Wo.)DE | — | — | — | — | Erstveröffentlichung: April 1995         |

## Auszeichnungen für Musikverkäufe
| Silberne Schallplatte - Europa (Impala) - 2011: für das Album Doctor Faith Goldene Schallplatte - Argentinien - 1993: für das Album Ride Like The Wind – The Best of - Frankreich - 1983: für das Album Another Page - 1994: für das Album Ride Like The Wind – The Best of - Neuseeland - 1981: für das Album Christopher Cross - Niederlande - 1983: für das Album Christopher Cross - Spanien - 1994: für das Album Ride Like The Wind – The Best of - 2001: für das Album Christopher Cross | Platin-Schallplatte - Frankreich - 2001: für das Album Christopher Cross 2× Platin-Schallplatte - Australien - 1996: für das Album Christopher Cross |

Anmerkung: Auszeichnungen in Ländern aus den Charttabellen bzw. Chartboxen sind in ebendiesen zu finden.
| Land/RegionAuszeichnungen für Musikverkäufe (Land/Region, Auszeichnungen, Verkäufe, Quellen) | Silber     | Gold       | Platin     | Verkäufe  | Quellen                   |
| -------------------------------------------------------------------------------------------- | ---------- | ---------- | ---------- | --------- | ------------------------- |
| Argentinien (CAPIF)                                                                          | —          | Gold1      | —          | 30.000    | capif.org.ar              |
| Australien (ARIA)                                                                            | —          | —          | 2× Platin2 | 140.000   | aria.com.au               |
| Deutschland (BVMI)                                                                           | —          | 2× Gold2   | —          | 500.000   | musikindustrie.de         |
| Europa (Impala)                                                                              | Silber1    | —          | —          | (20.000)  | impalamusic.org           |
| Frankreich (SNEP)                                                                            | —          | 2× Gold2   | Platin1    | 400.000   | infodisc.fr               |
| Neuseeland (RMNZ)                                                                            | —          | Gold1      | —          | 10.000    | aotearoamusiccharts.co.nz |
| Niederlande (NVPI)                                                                           | —          | Gold1      | —          | 50.000    | nvpi.nl                   |
| Spanien (Promusicae)                                                                         | —          | 2× Gold2   | —          | 100.000   | elportaldemusica.es ES2   |
| Vereinigte Staaten (RIAA)                                                                    | —          | 2× Gold2   | 5× Platin5 | 6.000.000 | riaa.com                  |
| Vereinigtes Königreich (BPI)                                                                 | 2× Silber2 | Gold1      | Platin1    | 800.000   | bpi.co.uk                 |
| Insgesamt                                                                                    | 3× Silber3 | 12× Gold12 | 9× Platin9 |           |                           |